# Дворец спорта Китайского сельскохозяйственного университета
Дворец спорта Китайского сельскохозяйственного университета (кит. упр. 中国农业大学体育馆, пиньинь Zhōngguó Nóngyè Dàxué Tǐyùguǎn) — спортивный объект в Пекине, построенный при подготовке к Олимпиаде 2008 года.
Расположен в восточном студенческом городке Китайского сельскохозяйственного университета.
- Время начала строительства: 15 сентября 2005 г.
- Время завершения строительства: 18 августа 2007 г.
- Общая площадь: 23950 м²
- Количество мест:
  - постоянных — 6000
  - временных — 2500

- Использование:
  - Олимпиада-2008 — соревнования по борьбе
  - Паралимпиада-2008 — соревнования по волейболу в позиции сидя
  - Впоследствии — для соревнований по бадминтону, настольному теннису, гимнастике, атлетике, волейболу, гандболу и другим видам спорта, а также проведения массовых мероприятий.